# Dypsis utilis
Dypsis utilis es una especie de palmera, endémica de Madagascar.

## Descripción
Dypsis utilis es una  palma de montaña, estrechamente relacionada con Dypsis crinita, pero aún más grande en todas sus partes, y con las inflorescencias ramificadas a tres en lugar de a dos. Se ha visto cerca de Analamazaotra  y en Ranomafana. A veces citada como críticamente en peligro de extinción, esta puede que no sea tan rara como se pensaba originalmente.

## Taxonomía
Dypsis utilis fue descrita por (Jum.) Beentje & J.Dransf. y publicado en Palms of Madagascar 364, en el año 1995.

## Etimología
El nombre en latín significa "útil", una referencia a la piasava producido por las hojas y que antes se exportaban para la producción de cuerda. 
Sinonimia
- Vonitra utilis Jum.[4]